# Nazionale maschile di pallacanestro della Birmania
La nazionale di pallacanestro della Birmania è la rappresentativa cestistica della Birmania ed è posta sotto l'egida della Federazione cestistica della Birmania.

## Piazzamenti

### Giochi asiatici
- 1951 - 5°
- 1966 - 11°